# Xu Haifeng
Xu Haifeng (n. 1 august 1957, Zhangzhou⁠(d), Republica Populară Chineză) este un trăgător de tir ce a reprezentat Republica Populară Chineză, medaliat olimpic. A participat la 2 ediții ale Jocurilor Olimpice (1984, 1988) în care a câștigat o medalie de aur și o medalie de bronz.